# Подень (Сучава)
Подень, Подені (рум. Podeni) — село у повіті Сучава в Румунії. Входить до складу комуни Бунешть.
Село розташоване на відстані 342 км на північ від Бухареста, 15 км на південь від Сучави, 106 км на захід від Ясс.

## Населення
За даними перепису населення 2002 року у селі проживали 473 особи, з них 472 особи (99,8%) румунів. Рідною мовою 472 особи (99,8%) назвали румунську.